# 米歇尔·布托尔
米歇尔·布托尔（法語：Michel Butor，1926年9月14日—2016年8月24日），法國作家。

## 生平
父母是铁路职工。学生时期曾在巴黎索尔本学院哲学家巴什拉尔门下学哲学。后又长期在埃及、英国、希腊、瑞士等国当法语老师。布托尔曾获得过文学博士学位，但由于没有正统学历，虽然多次在美国与德国的大学任客座教授，但仍长期受到法国文学研究界的漠视，直到1968年法国大学教育改革之后，才被文桑大学与尼斯学院聘任。
1957年，他的代表作《变》（‎）出版，并立刻荣膺勒诺多文学奖。这部作品也标志着他在探索时间与空间的历程中有了新的斩获。第二人称的写法在布托尔笔下得到了确立乃至于成熟。他在1960年发表的作品《度》（‎）中也使用了这一手法。
在布托尔看来，小说本身就是一种探索，而他的探索是追求一种“小说的诗学”，他说：“从今以后，小说应当能够继承全部的旧诗学的遗产”。

## 延伸阅读
- 《变》，桂裕芳译，外国文学出版社，1983。

## 外部連結
- 维基共享资源上的相關多媒體資源：米歇尔·布托尔
- Michel Butor page, University of Edinburgh （页面存档备份，存于）